# Akeem Adams
Akeem Elijah Adams (* 13. April 1991 in Point Fortin; † 30. Dezember 2013 in Budapest) war ein Fußballspieler aus Trinidad und Tobago.

## Leben

### Karriere
Adams spielte in seiner Heimat auf Seniorenebene zwischen 2008 und 2013 für den Central FC, T&TEC SC, United Petrotrin und W Connection in der TT Pro League, der höchsten Spielklasse Trinidad und Tobagos. Im Sommer 2013 wechselte er nach Ungarn in die Nemzeti Bajnokság zu Ferencváros Budapest, für die er in sieben Ligaspielen auflief.
Adams durchlief sämtliche Juniorennationalmannschaften von Trinidad und Tobago. So nahm er im Jahr 2007 an der U-17-Fußball-Weltmeisterschaft in Südkorea und 2009 an der U-20-Fußball-Weltmeisterschaft in Ägypten teil. Sein erstes von insgesamt neun A-Länderspielen absolvierte der damals 16-Jährige im März 2008.

### Tod

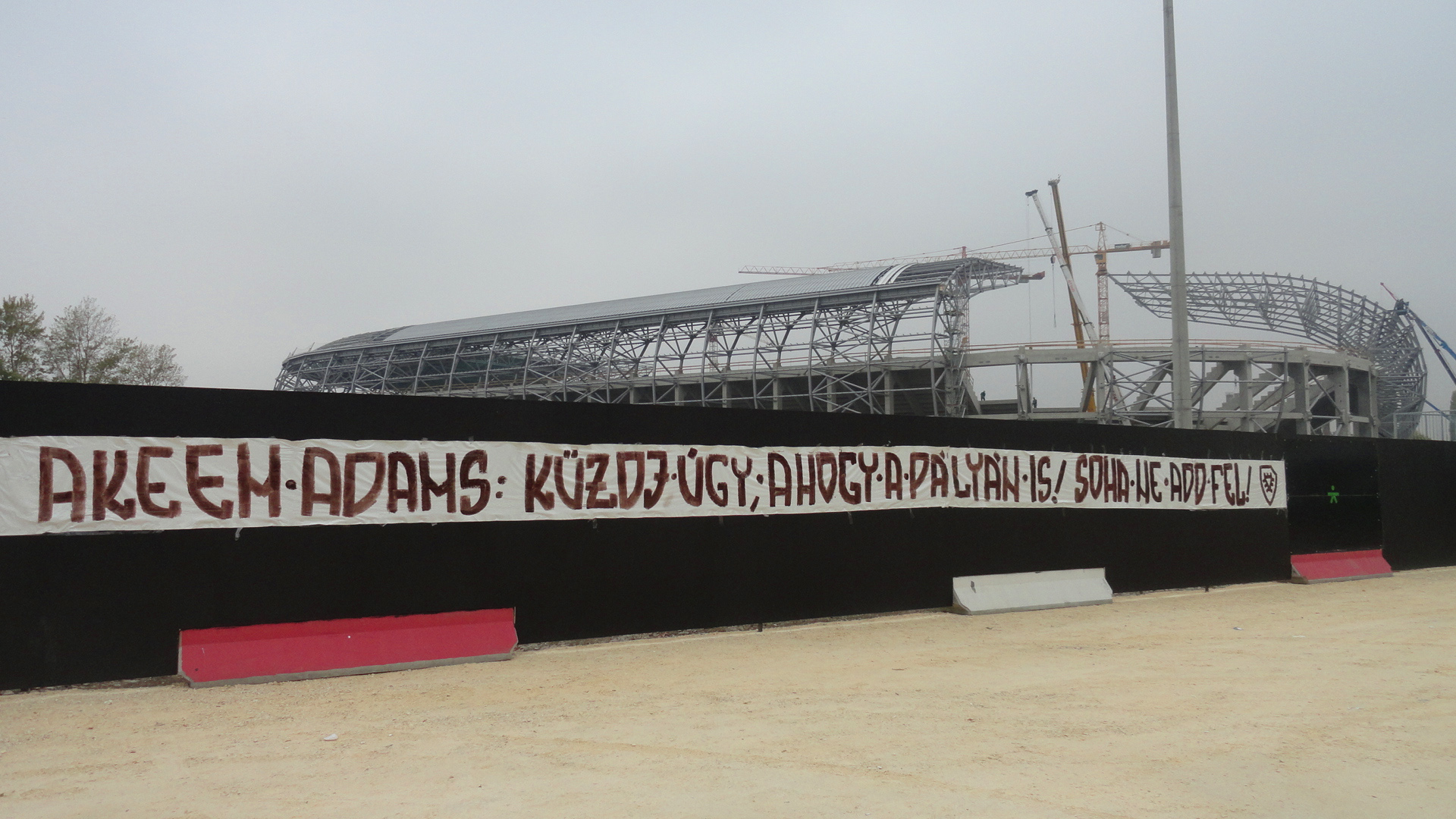
Botschaft der Fans für den hospitalisierten Adams auf der Baustelle des neuen Ferencváros-Stadions. Übersetzung: Akeem Adams: Kämpfe so, wie du es auf dem Feld tust! Gib niemals auf!

Am 25. September 2013 erlitt Adams nach einer Trainingseinheit einen Herzinfarkt. Im Anschluss daran musste er sich drei Operationen unterziehen. Dabei musste das linke Bein des neunmaligen Nationalspielers amputiert werden. Von da an wartete Adams auf ein Spenderherz. Am 28. Dezember 2013 erlitt Adams einen Schlaganfall und fiel ins Koma. Am 30. Dezember 2013 starb er in der Városmajori-Herzklinik in Budapest.